# Gran slalom
Gran slalom es una película española dirigida por Jaime Chávarri y estrenada en 1996.

## Argumento
En esta comedia de enredo, Manuel (Juanjo Puigcorbé), un guardia civil que se ha tenido que trasladar por motivos de trabajo a una estación de esquí de los Pirineos sufre una avería con su automóvil. Vicky (Laura del Sol) lo recoge y lo llevará hasta su destino. La casualidad hace que Vicky se aloje en el mismo hotel. Los enredos se suceden hasta llegar al insólito final.

## Comentario
Vodevil protagonizado por Juanjo Puigcorbé y Laura del Sol, en el que lo mejor es un guion de Rafael Azcona basado en una historia de José María González Sinde bastante desaprovechado.
- Datos: Q5884625